# Apen (Nedersaksen)
Apen is een gemeente in de Duitse deelstaat Nedersaksen. Het is de meest westelijke gemeente van de Landkreis Ammerland. De naburige stad is Oldenburg, op ongeveer 32 km ten oosten van Apen. Apen telt 11.827 inwoners.

## Bestuurlijke indeling
De gemeente bestaat uit 9 buurtschappen:
- Apen, met ruim 2.500 inwoners
- Augustfehn I, met bijna 3.000 inwoners, 3 km ten westen van Apen, aan het Aper Tief
- Augustfehn II, met ruim 1.800 inwoners, langs het kanaal ten Noorden van Augustfehn I
- Espern, direct ten oosten van Apen
- Hengstforde, direct ten westen van Apen
- Godensholt, met bijna 900 inwoners, 5 km ten zuiden van Apen
- Nordloh, 2 km ten westen van Godensholt en slechts 3 km ten oosten van Barßel
- Tange, met ca. 500 inwoners, ten noorden van Nordloh
- Vreschen-Bokel, met bijna 1.300 inwoners, direct ten zuidwesten van Augustfehn I

De bevolkingscijfers zijn aan de Bevölkerungsstatistik op de website van de gemeente Apen ontleend. Dit document vermeldt als totaal bevolkingscijfer van de gemeente per 31 december 2019 11.931 personen.
Van de christenen in de gemeente is een overgrote meerderheid evangelisch-luthers.
Alle overige nederzettingen (Klauhörn, Lengenermoor, Roggenmoor, Augustfehn III, Aperfeld, Apermarsch, Godensholterweg, Klampen, Winkel, Godensholterfeld, Aperberg, Hengstforderfeld, Nordloh-Kanal, Bokelermoor en Holtgast) zijn onderdeel van de bovengenoemde buurtschappen.
Een aantal gehuchten kunnen tot verschillende buurtschappen horen, zo hoort bijvoorbeeld Klauhörn tot zowel de buurtschap Apen (met als naam Klauhörn-Süd) als tot Augustfehn II (met als naam Klauhörn-Nord). Het gehucht Lengenermoor behoort gedeeltelijk tot Apen en gedeeltelijk tot Augustfehn I.

## Ligging, verkeer, vervoer
De gemeente Apen, waarvan Augustfehn het belangrijkste dorp is, ligt in het getijdegebied van de Eems, slechts enkele meters boven zeeniveau. Ze wordt in het noordwesten begrensd door Oost-Friesland en in het zuiden door de — in het verleden sterk door het Prinsbisdom Münster gedomineerde — Landkreis Cloppenburg in een Oldenburger Münsterland genaamde streek.

### Wegverkeer
Langs de noordrand van de gemeente loopt de Autobahn A 28 Leer - Oldenburg. Van afrit 4 van deze Autobahn rijdt men over een binnenweg 3 km zuidwaarts naar Augustfehn en van daar 4 km verder zuidoostwaarts naar de dorpskern van Apen.

### Openbaar vervoer

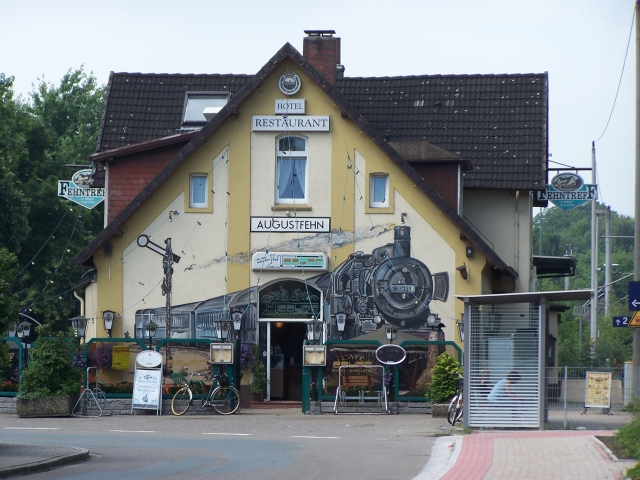
Station Augustfehn

Door de gemeente loopt sinds 1869 de spoorlijn Oldenburg - Leer. Binnen de gemeente Apen ligt te Augustfehn I aan deze lijn één station, waar passagierstreinen stoppen, te weten Station Augustfehn.
Van het regionaal belangrijke busstation te Augustfehn I naar o.a. Leer (via Detern) v.v. rijden streekbussen.

### Waterwegen, waterbeheer
Apen ligt in het getijdengebied van de Eems. Het hoogteverschil tussen eb en vloed bedraagt ongeveer één meter. In de afgelopen decennia vonden vele dijkverzwaringen en andere waterbeveiligingsmaatregelen plaats. Deze maatregelen moeten ervoor zorgen dat de inwoners in de wintermaanden droge voeten houden.
Tot deze maatregelen behoort het aan de oevers van  het Aper Tief, een bijna 10 km lange, in 1845 aangelegde kanaalachtige waterweg, die in de Jümme uitmondt, aanleggen van drie waterbergingspolders. De grootste van die polders, de in 2002 voltooide,  200 ha grote  Polder Detern-Übertiefland, ligt aan de zuidoever van het Aper Tief en grenst aan het natuurreservaat Vreschen-Bokel am Aper Tief. Ook bij Hengstforde ligt een 75 ha groot natuurreservaat met de naam Aper Tief, een vooral uit weiland en moerasland bestaand zoetwater-getijdegebied dat bij vloed onder water staat. Men kan vanuit uitkijktorens de vogelwereld in deze reservaten bekijken.

### Buurgemeenten
Apen wordt begrensd door Westerstede, dat ca. 10 km in noordoostelijke richting ligt, Edewecht, Barßel (Landkreis Cloppenburg), Detern (8 km ten westen van Apen en 5 km ten westen van Augustfehn) en Uplengen (beiden Landkreis Leer). Circa 17 km oostwaarts ligt Bad Zwischenahn.

## Economie
Van economisch belang zijn enkele belangrijke bedrijven, met name te Augustfehn. De oudste onderneming is de staalfabriek aldaar; sinds 1963 produceert een ander bedrijf er centrale-verwarmingsradiatoren.
Voor het overige bestaat de gemeente vooral van de landbouw en veeteelt, de bouwnijverheid en van daarmee samenhangend midden- en kleinbedrijf, waarvoor zowel nabij de autosnelweg als nabij het Aper Tief enige moderne bedrijventerreinen zijn gerealiseerd.

## Geschiedenis

### Apen
De eerste schriftelijke vermeldingen van Apen stammen uit 1230, toen de Sint-Nicolaaskerk werd gebouwd en ingewijd. Plaatselijke heren bouwden er een strategisch belangrijke vesting aan een handelsroute van Hamburg naar Amsterdam en hadden van de graven van Oldenburg, hun landheren, het recht verworven, er tol op boter te heffen.
In 1340 werd de eerste windmolen van het Ammerland in Apen gebouwd. De plaats brandde in 1457 als gevolg van een vete tussen de Oostfriezen en Oldenburgers tot de grond toe af. Grote branden vonden verder plaats in bijvoorbeeld 1465, 1468 en 1473. In 1538 werd de vesting van Apen door de Prins-bisschop van Münster veroverd, maar rond 1550 weer aan de Oldenburgers teruggegeven, die haar weer opbouwden.

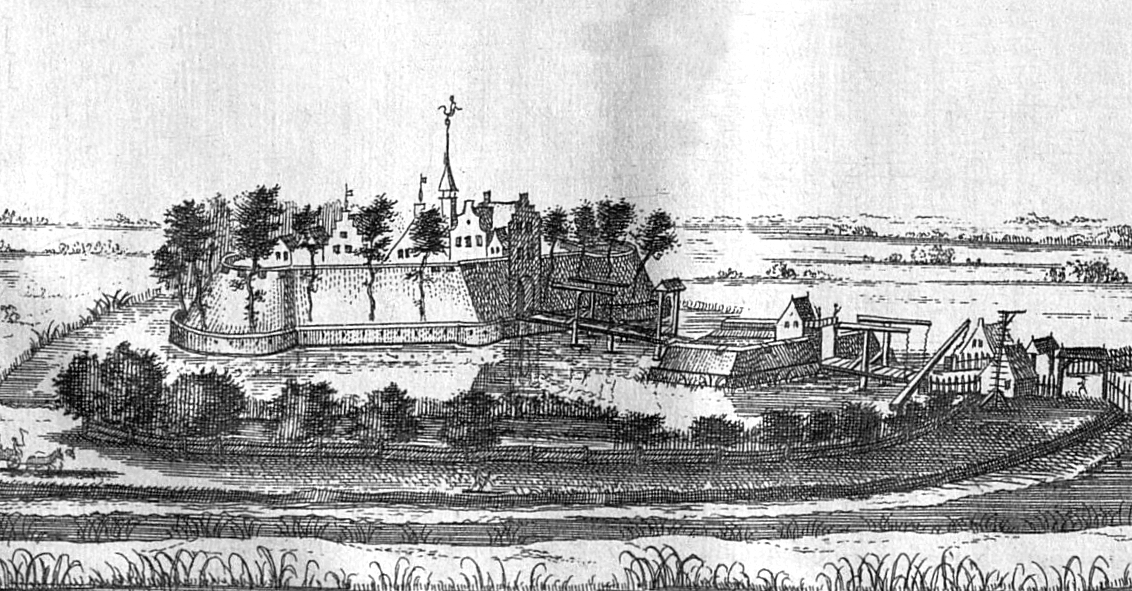
De vesting van Apen rond 1650

Graaf Johan VII van Oldenburg verleende Apen in 1582 het recht tot het houden van twee markten per jaar. 
De handelsroute vanuit Oldenburg verloor, door de aanleg van nieuwe wegen elders, in 1738 haar betekenis. Apens bloei als handelsnederzetting eindigde toen. De vesting werd in 1778 gesloopt.

### Augustfehn

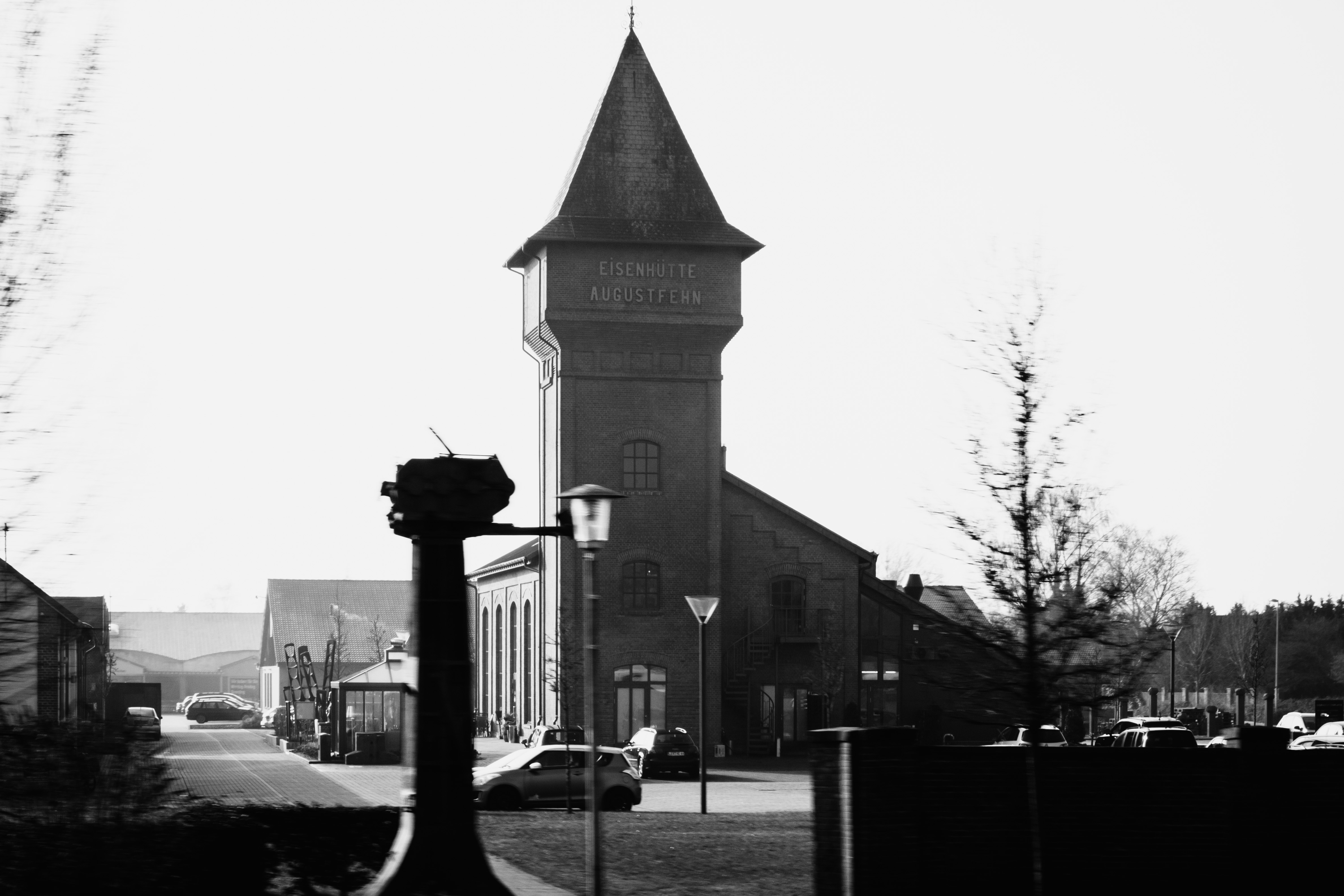
Eisenhütte Augustfehn

Reeds in het begin van de 19e eeuw ontstond de behoefte, in dit gebied turf te winnen voor brandstofvoorziening en de onderliggende veengrond als landbouwgebied te ontginnen. Eerst toen August van Oldenburg groothertog van Oldenburg was, werden deze plannen vanaf ca. 1850 gerealiseerd; Augustfehn is naar deze heerser genoemd. De eerste 5 kolonisten kregen rond het jaar 1850 percelen van 500 x 90 m ter ontginning, onder redelijk gunstige voorwaarden. Er werden kanalen gegraven, ook het Aper Tief werd bevaarbaar gemaakt. In de omgeving komt in de bodem ijzeroer voor.  Dit was aanleiding tot de vestiging in 1857 van een met uit turf gewonnen gas gestookte,  ijzer verwerkende fabriek (Eisenhütte Augustfehn). Toen het oer van tegenvallend ijzergehalte bleek te zijn, werd dit metaal uit het Ruhrgebied en van elders aangevoerd. Diverse producten van goede kwaliteit kwamen uit o.a. de puddelovens van deze onderneming. De aanleg van de spoorlijn in 1869 (waarop de locomotieven tot ca. 1879 met turf gestookt konden worden)  bevorderde de vlotte afzet van producten. In 1872 werd in het dorp een staalfabriek opgericht, die, ondanks de sluiting van de naastgelegen Eisenhütte,  nog steeds bestaat. Het dorp kende in de 20e eeuw talrijke economische ups en downs. Tijdens de Tweede Wereldoorlog bleef het dorp, ook de staalfabriek, gespaard voor oorlogsschade. Wel moest Augustfehn na de oorlog tweeduizend Heimatvertriebene, Duitsers die uit de in 1945 bij Polen gevoegde gebieden zoals Silezië werden gedeporteerd,  huisvesten. Er was van 1961-2009 de in geheel Duitsland befaamde Gardeur dames- en herenbroekenfabriek gevestigd. Deze bezit in het dorp nog een verkoopkantoor.  Door de  gunstige ligging nabij een spoorlijn en sedert enige decennia ook een Autobahn  is Augustfehn (vooral het zuidelijke gedeelte Augustfehn I) een ten dele industrieel gekenmerkt plaatsje gebleven, met anno 2015 ruim 4.700 inwoners.

### Overige dorpen
In 1742 werd de eerste windmolen van Hengstforde gebouwd. In 1952 ging deze door brand verloren. Hij werd herbouwd in 1998. Het naastgelegen molenaarshuis, dat bij die brand gespaard bleef, is een in de gehele regio bekende uitspanning met restaurant en nabijgelegen eenvoudige zwemgelegenheid.

## Bezienswaardigheden

### Kerkgebouwen
In Apen zijn drie kerkgenootschappen gevestigd, de Evangelisch-Lutherse kerk, de Rooms-Katholieke Kerk en de Baptistengemeente. Ten minste drie kerkgebouwen in de gemeente zijn interessant:
- De evangelisch-lutherse St.-Nicolaaskerk te Apen werd gebouwd in 1239; de losse klokkentoren naast de kerk dateert uit 1497; bezienswaardigheden in het interieur zijn o.a. een kansel uit 1625 en een fraai, van rond het jaar 1700 daterend, altaar met een voorstelling van het Laatste Avondmaal.
- De evangelisch-lutherse kapel te Vreschen-Bokel werd in 1456 op een kleine wierde gebouwd en in 1623 gerenoveerd. Het interieur dateert uit de 17e en 18e eeuw. De vrijstaande klokkentoren werd in 1858 gebouwd ter vervanging van een ouder, bouwvallig geworden exemplaar. Een van de daarin hangende kerkklokken is blijkbaar in Holland gemaakt, blijkens het opschrift: JAN ALBERT DE GREVE ME FECIT AMSTERDAM A. D. 1716
- De rooms-katholieke Johannes-de-Doperkerk te Augustfehn dateert ten dele uit de 19e eeuw.

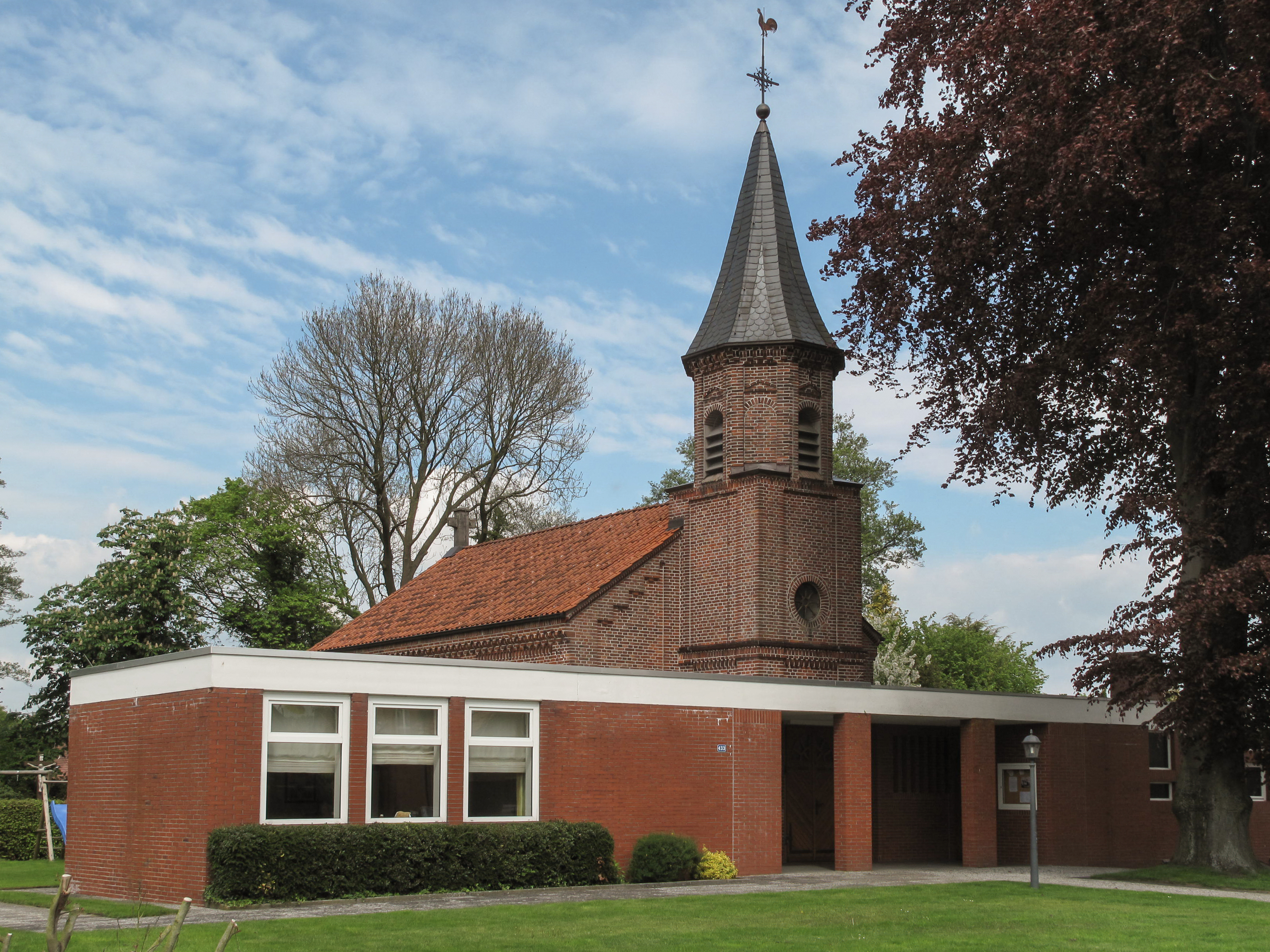
Augustfehn, R.K. Johannes-de-Doperkerk
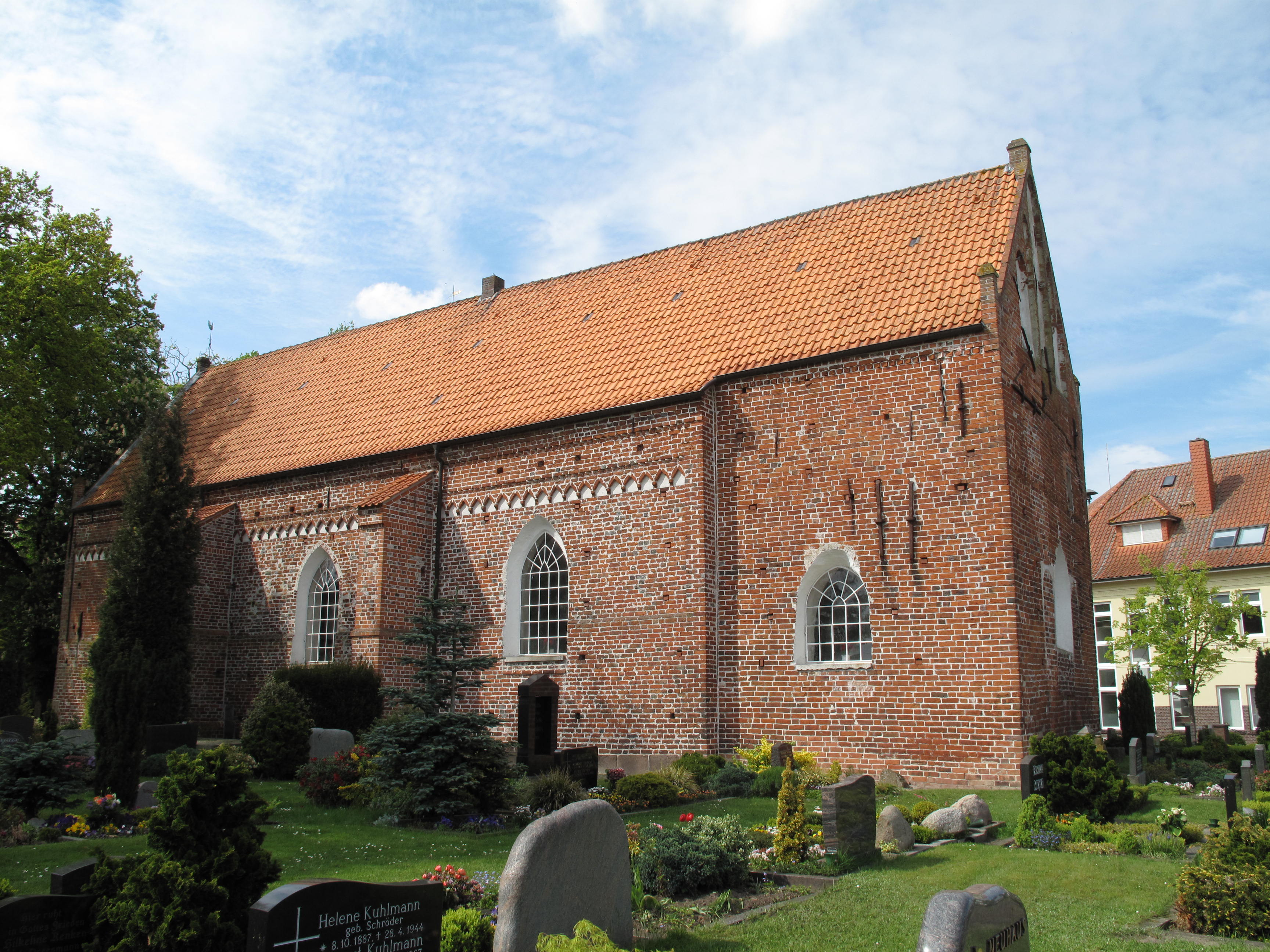
Apen, evang.-lutherse St. Nicolaaskerk
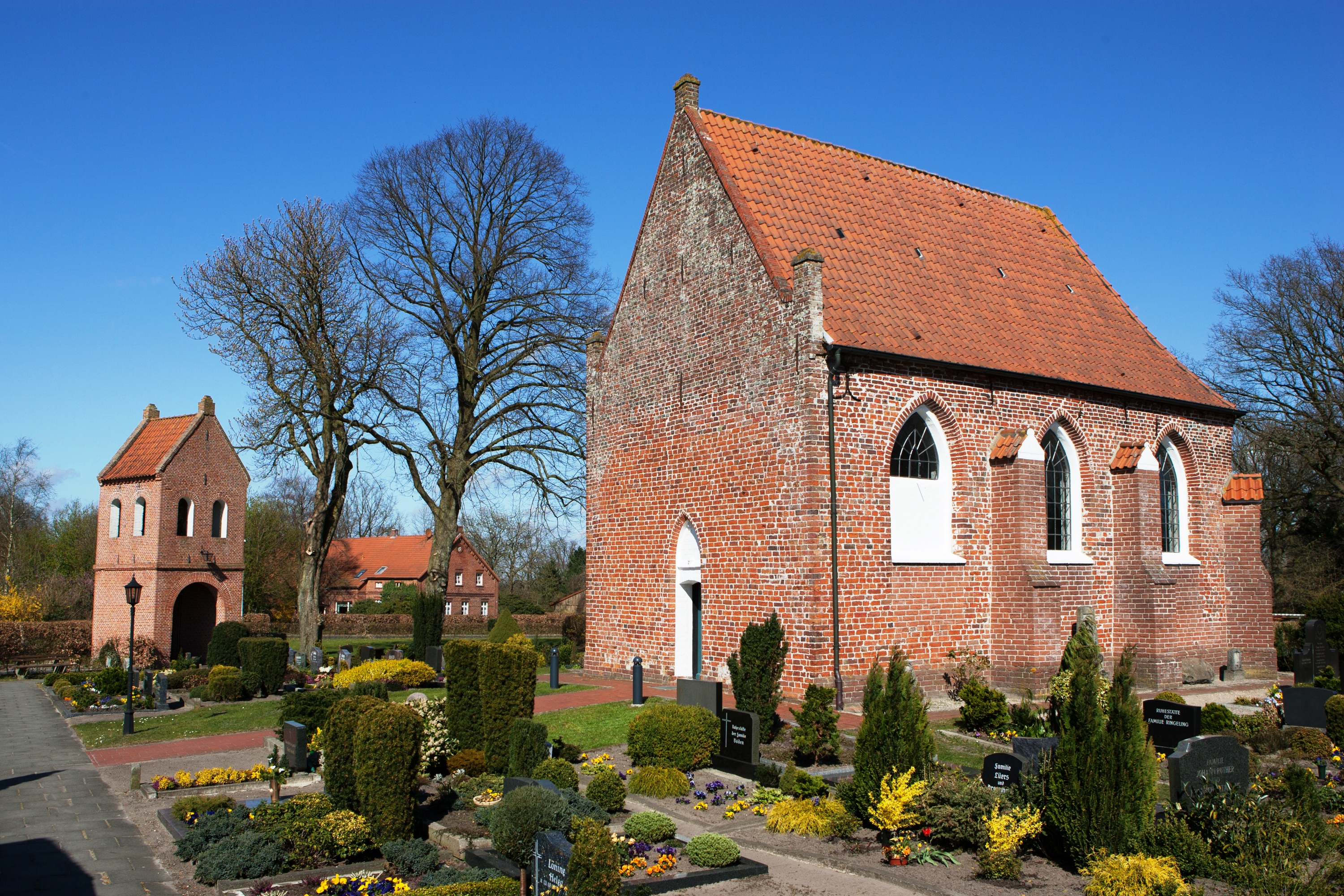
Evang.-lutherse kapel te Vreschen-Bokel

### Overige
- De windmolen van Hengstforde met in het molenaarshuis een horecagelegenheid. De molen is maalvaardig; men kan er op feestelijke wijze in het huwelijk treden. Niet ver hiervandaan staat het openbare zwembad van de gemeente.
- Iets ten zuidoosten van station Augustfehn staat nog het torentje met een aangrenzende fabriekshal van de oude Eisenhütte Augustfehn. Het gebouwencomplex is als café-restaurant en feestzaal in gebruik.
- De talrijke kanalen en vaarten in de gemeente lenen zich voor kanotochtjes. Daarbij kan men de talrijke weide- en watervogels in het oevergebied bewonderen.
- De gemeente bezit enige weidevogel- en andere natuurreservaten. Hierlangs is een aantal fietsroutes aangelegd. Op enkele plaatsen zijn uitzichttorens geplaatst om de vogelwereld in deze gebieden te kunnen bekijken.
- Een culinaire specialiteit van de streek is gerookte ham. In Apen is hieraan in een hamrokerij een heus Schinken-Museum (ham-museum) gewijd.
- In de gehele streek bekend en zeer populair is het poppentheater Männeken-Theater ANNEs BÜHNE. De oprichtster, Anne Sudbrack, die dit sinds 1993 verzorgt, houdt iedere winter regelmatig voorstellingen in de foyer van het openbare zwembad te Hengstforde.

## Politiek

### Gemeenteraad
De raad bestaat uit 27 raadsleden, plus de burgemeester.
| Groepering/Partij                     | Zetels |
| ------------------------------------- | ------ |
| CDU                                   | 6      |
| SPD                                   | 10     |
| Bündnis 90/Die Grünen                 | 2      |
| Unabhängige Wähler Gemeinschaft (UWG) | 9      |
| Die Linke                             | 1      |

- (Bron: gemeenteraadsverkiezingen van 11 september 2016)

## Partnergemeenten
De gemeente heeft een partnerschap met de Poolse gemeente Gizałki. Gizałki is onderdeel van het district Pleszew, wat een partnerdistrict is van Ammerland.

## Afbeeldingen

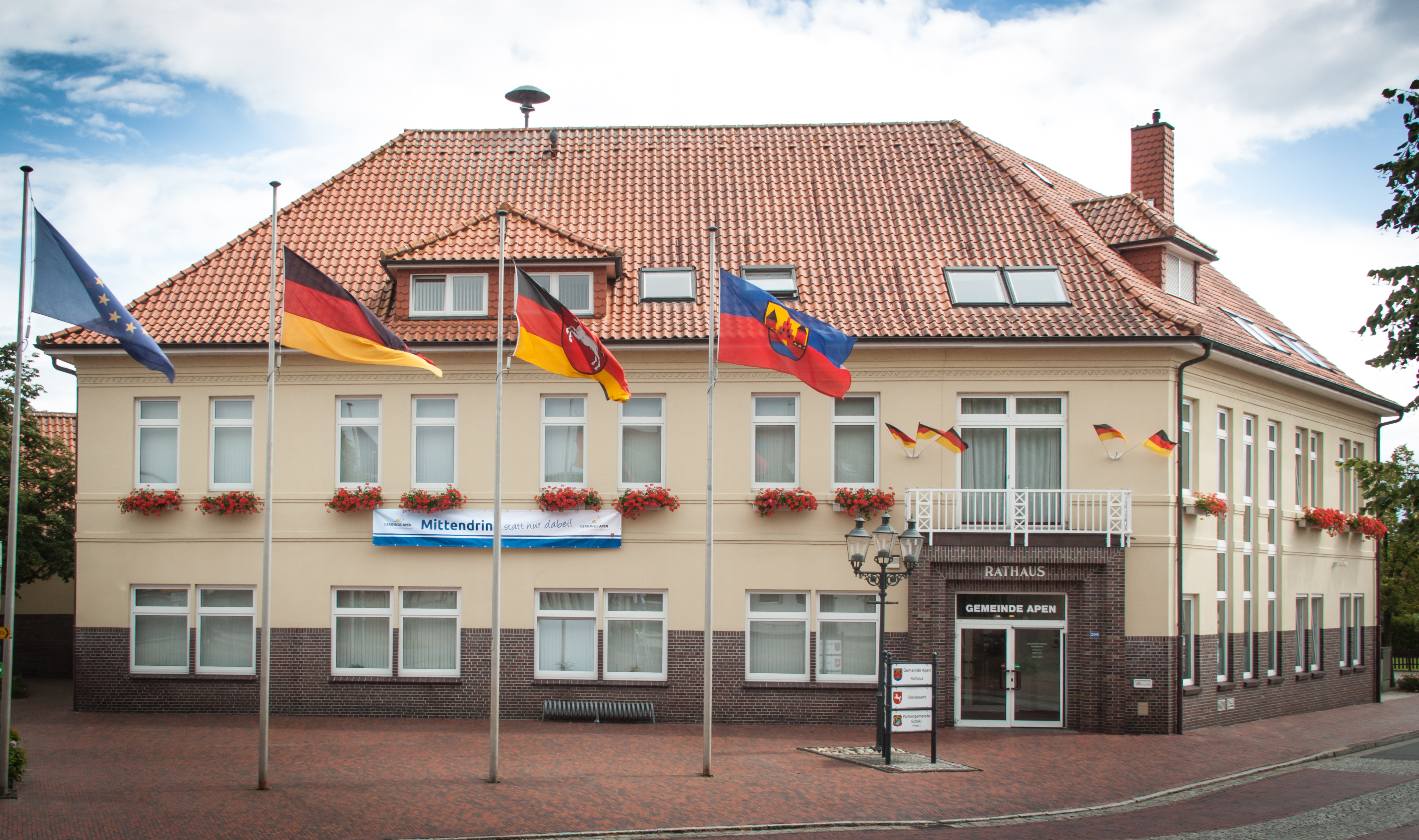
Gemeentehuis
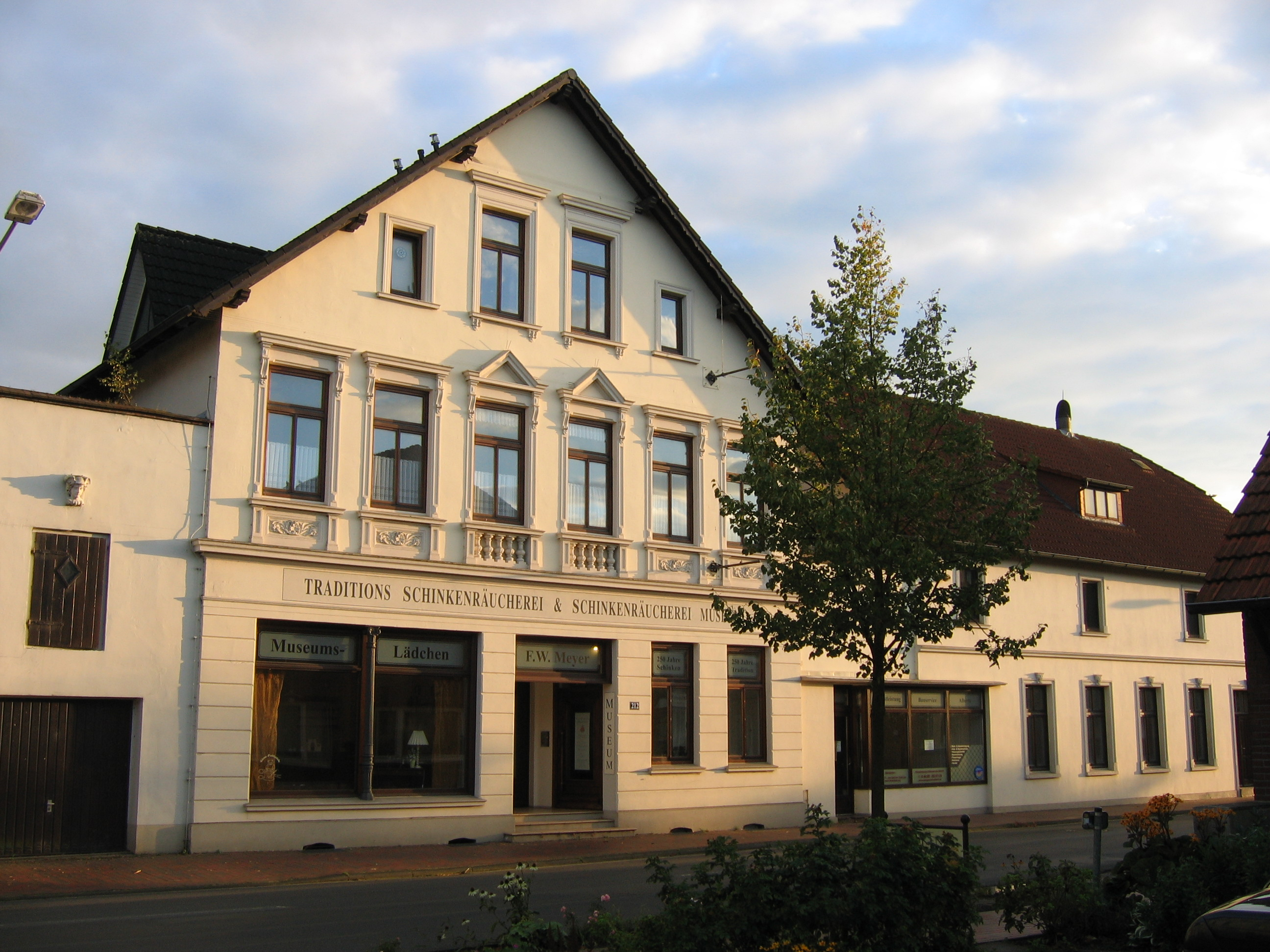
Ham-museum Apen
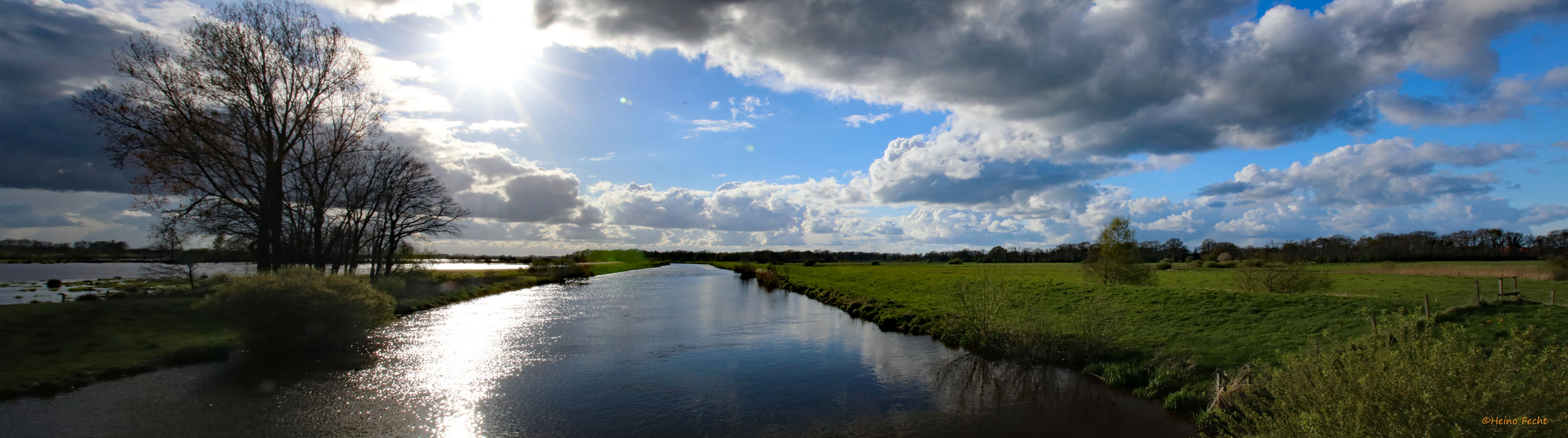
In het natuurreservaat Vreschen-Bokel am Aper Tief
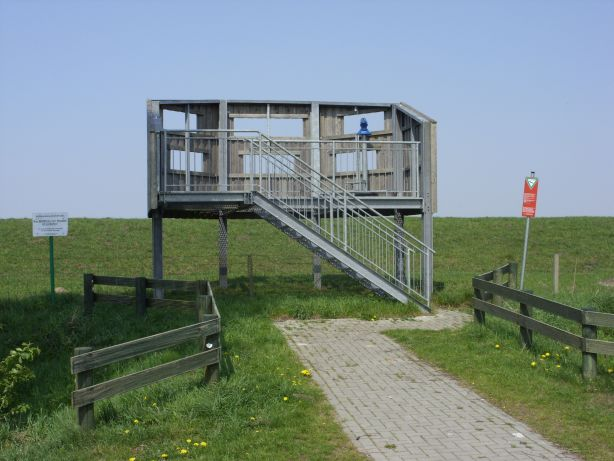
Uitkijktoren in natuurreservaat Aper Tief
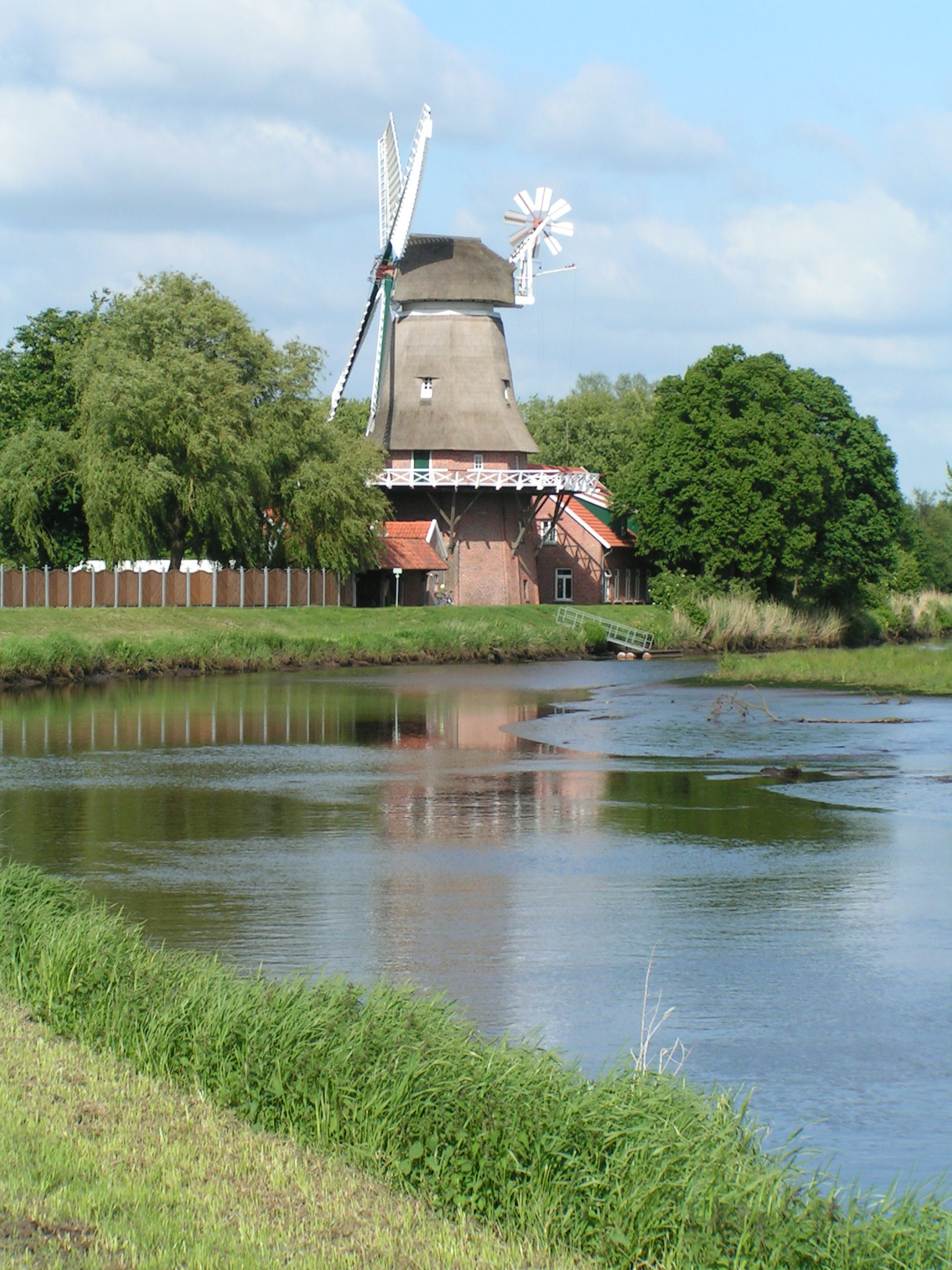
Windmolen Hengstforde

- Gemeinsame Normdatei: 4085855-8
- Library of Congress Control Number: n85189161
- MusicBrainz: 0b7bf1a2-3453-41e4-a414-717f03324ce2
- Nationale Bibliotheek van Israël: 987007557746705171
- Virtual International Authority File: 132591955

Apen ·
Bad Zwischenahn ·
Edewecht ·
Rastede ·
Westerstede ·
Wiefelstede